# 穆兰讷夫
穆兰讷夫（法語：Moulin-Neuf，法語發音：[mulɛ̃ nœf]）是法国多尔多涅省的一个市镇，属于佩里格区。

## 地理
穆兰讷夫（45°0'39"N, 0°3'3"E）面积8.62 平方千米，位于法国新阿基坦大区多爾多涅省，该省份为法国西南部内陆省份，是法國本土面积第三大的省，大致对应佩里戈尔地区，北起顺时针与夏朗德省、上维埃纳省、科雷兹省、洛特省、洛特-加龙省、吉倫特省和滨海夏朗德省接壤。
与穆兰讷夫接壤的市镇（或旧市镇、城区）包括：勒皮祖、隆沙自由城、梅内斯普莱、曼扎克、伊勒河畔圣安托万、圣马丹德居尔松。

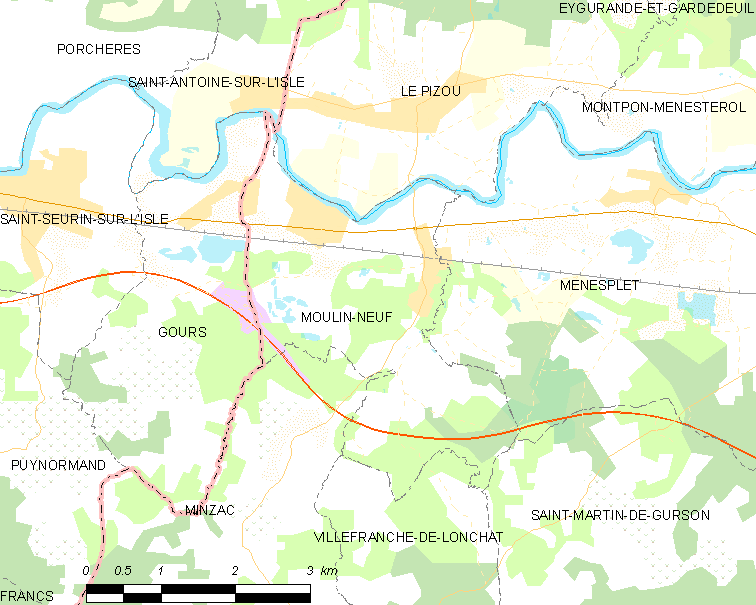
穆兰讷夫的OSM定位图

穆兰讷夫的时区为UTC+01:00、UTC+02:00（夏令时）。

## 行政
穆兰讷夫的邮政编码为24700，INSEE市镇编码为24297。

## 政治
穆兰讷夫所属的省级选区为蒙蓬-梅内斯泰罗勒县。

## 人口

1962-2008年间穆兰讷夫人口变化图示

穆兰讷夫于2022年1月1日时的人口数量为973人。